# Pasaréti téri templom
A Pasaréti Ferences templom, hivatalos nevén Budapest Pasarét Páduai Szent Antal Plébánia a modern magyar építészet egyik jelentős alkotása, Budapest II. kerületében, a Pasaréti téren található. Alapításától fogva rendi templom, így bár egyházigazgatásilag az Esztergom-Budapesti főegyházmegyéhez tartozik, de lelkipásztori szolgálatát a vele egybeépült rendházban élő ferencesek látják el.

## A templom története
A pasaréti templomra az első tervet id. Rimanóczy Gyula 1931-ben készítette, de mivel ezt nem hagyták jóvá, elkészült 1932-ben a második, majd 1933-ban a harmadik változat. A most látható templom építését – a korabeli sajtó szerint – a Városépítési Bizottság újból meg akarta akadályozni, de ez már nem sikerült. A templom vasbeton szerkezetű háromhajós épület. Az épületegyüttes részei: maga a templom, a rendház és a harangtorony. 1934. október 14-én szentelte fel Serédi Jusztinián hercegprímás. A templom melletti tér – buszvégállomás kis üzletekkel – 1937-ben épült meg. A templom felújítása, az új liturgikus tér kialakítása, valamint a rendházra készült emeletráépítés Harsányi István és Vladár Ágnes munkája.
A homlokzaton Vilt Tibor szobrai láthatók. A faliképeket Leszkovszky György készítette – Unghváry Sándor festőművész kartonjai alapján – 1934-ben. Az üvegablakok Árkayné Sztehlo Lili alkotásai (1934). A szószék (a négy evangélista jelképeivel) és az eredeti oltár domborművei Ohmann Béla munkái (1934). A Jézus-szive oltárt (1934), a Szent József-oltárt (1939), valamint a keresztút domborműveit (1939) Lőte Éva készítette. A Szűzanya-oltár és a Szent Ferenc-kápolna fafaragású reliefje a márványoltárral együtt Bicskei Karle István munkája (1935). A Szent Teréz-oltár 1942-ből való (Hallgass Jenő Zoltán alkotása), és Rimanóczy adományából készült. Rimanóczy Gyula megtervezte a legkisebb részleteket is, így például az összes világítótestet (a nyolc oszlopon levő, ma is látható „falikarok” középső részén az Újszövetségben leírt nyolc boldogság szövege olvasható), a szenteltvíztartót, a gyertyatartókat, áldozási kelyheket. Az oltárok ötvösművészeti munkáit Iván István és Hadina Jenő ötvösművészek készítették. A torony előtti Földre roskadt Krisztus szobrot 1931-ben a templom építése előtt Somló Sári szobrászművésznő ajándékozta a ferences rendnek. A templom négy harangja 1935-ből származik (Szlezák László budapesti műhelyéből). Az orgona 2001–2004 között valósult meg, a Váradi és Fia Orgonaépítő cég kivitelezésében. Az építészeti  tervek Cságoly Ferenc és munkatársai közreműködésével készültek.
A templom előtt a Pasaréti tér található, aminek a közepén van a Szűz Mária szobor, Boldogfai Farkas Sándor szobrászművész alkotása, amely 1938-ban készült el.

## Képgaléria

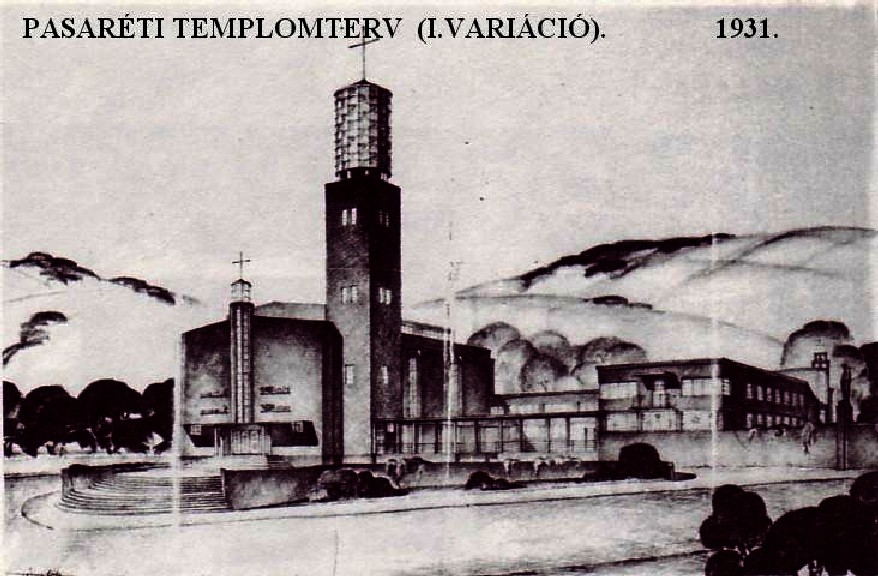
A Pasaréti templom terve, 1931
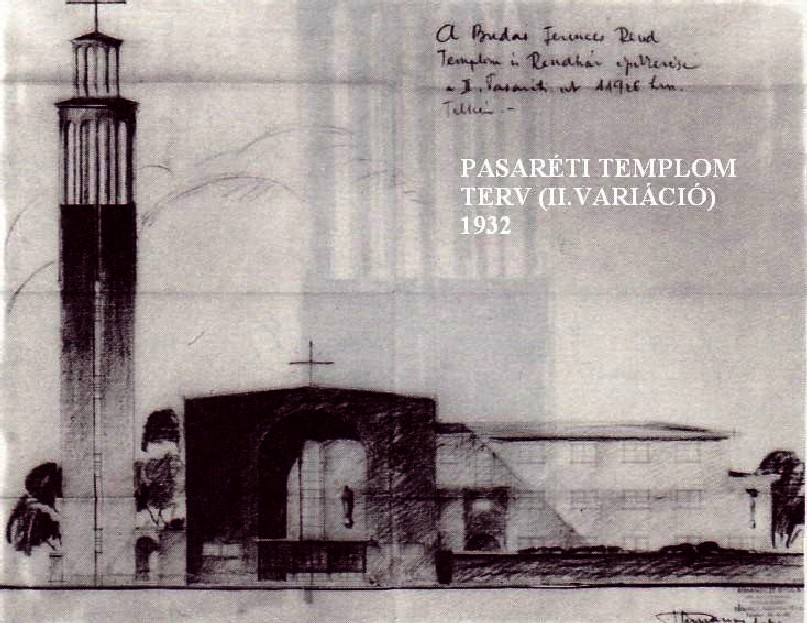
A Pasaréti templom terve, 1932
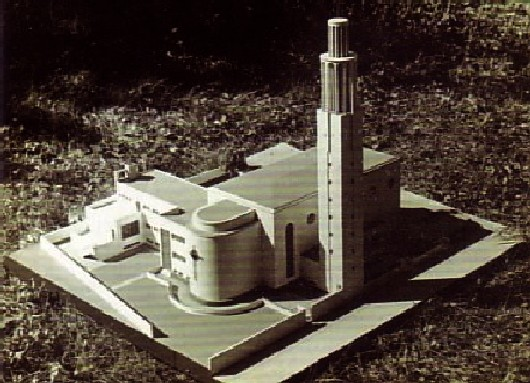
Pasaréti templom, modellfotó, 1933
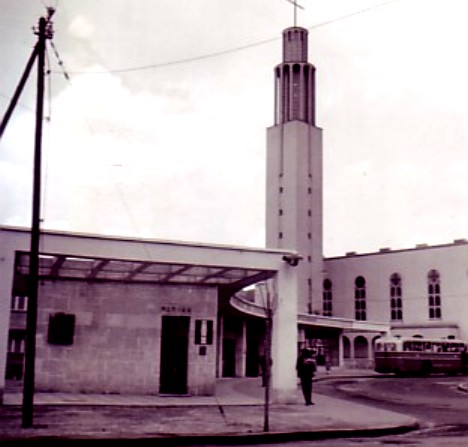
Pasaréti tér a templommal, 1937
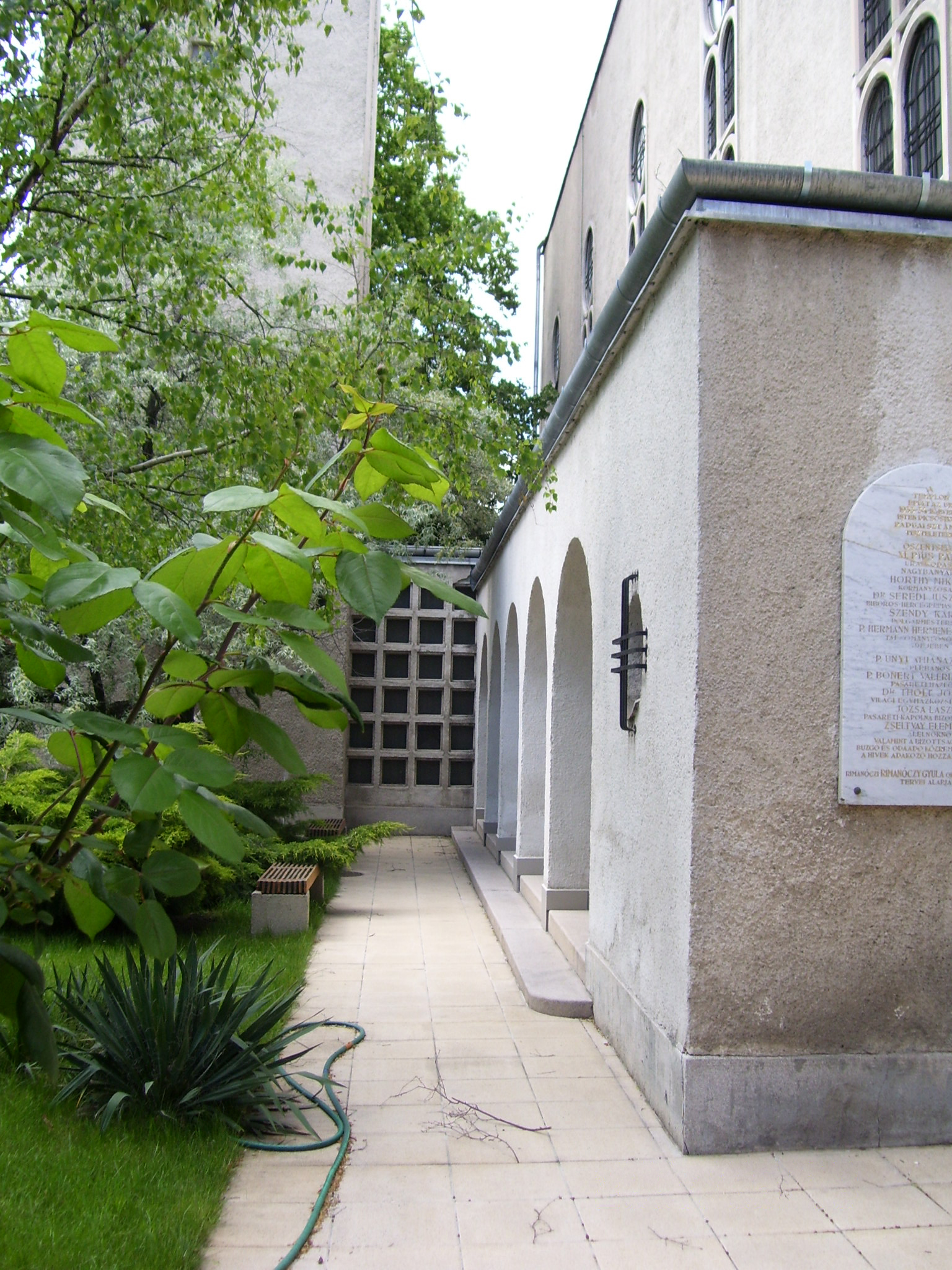
Templomrészlet 2007-ben
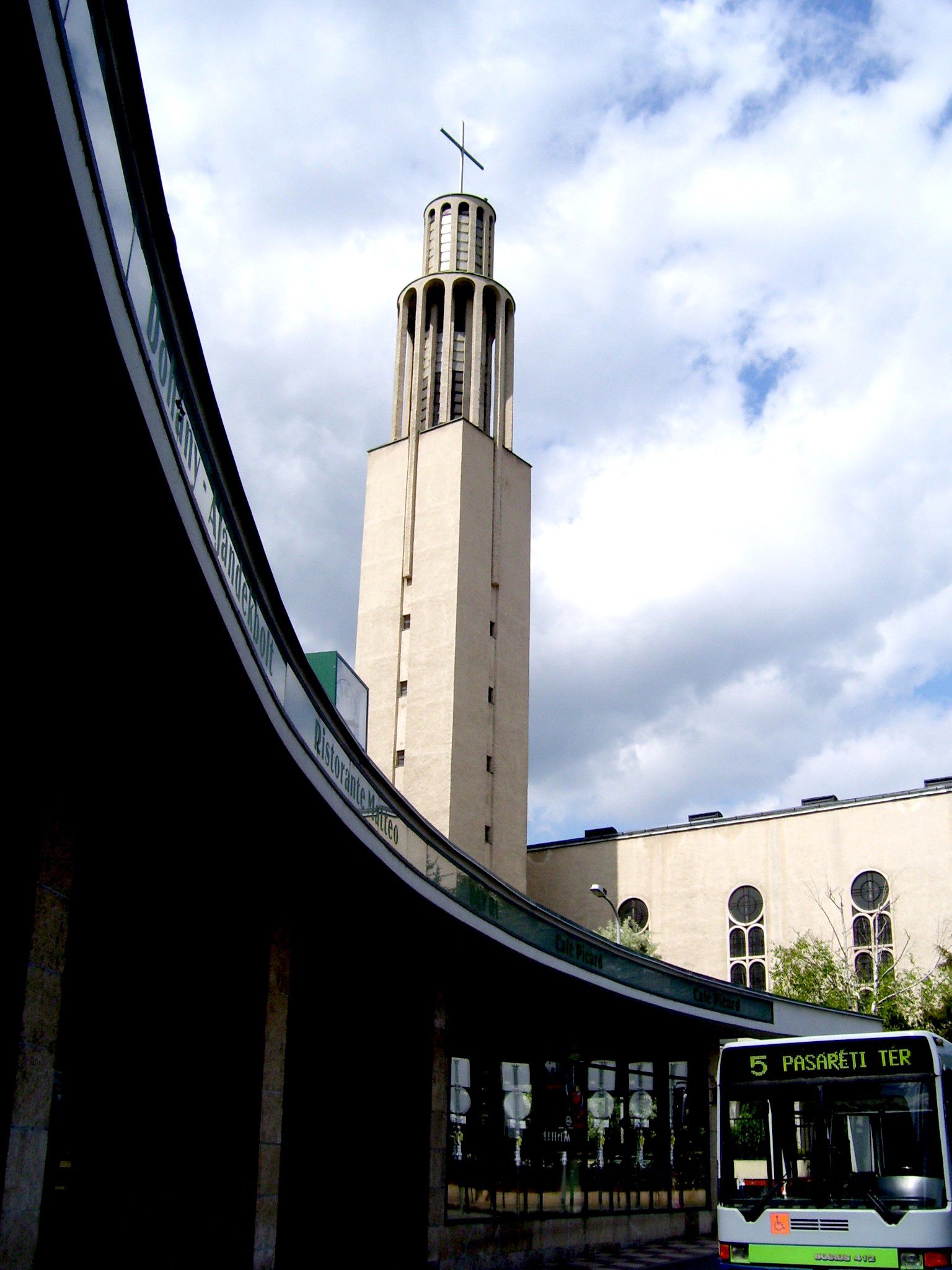
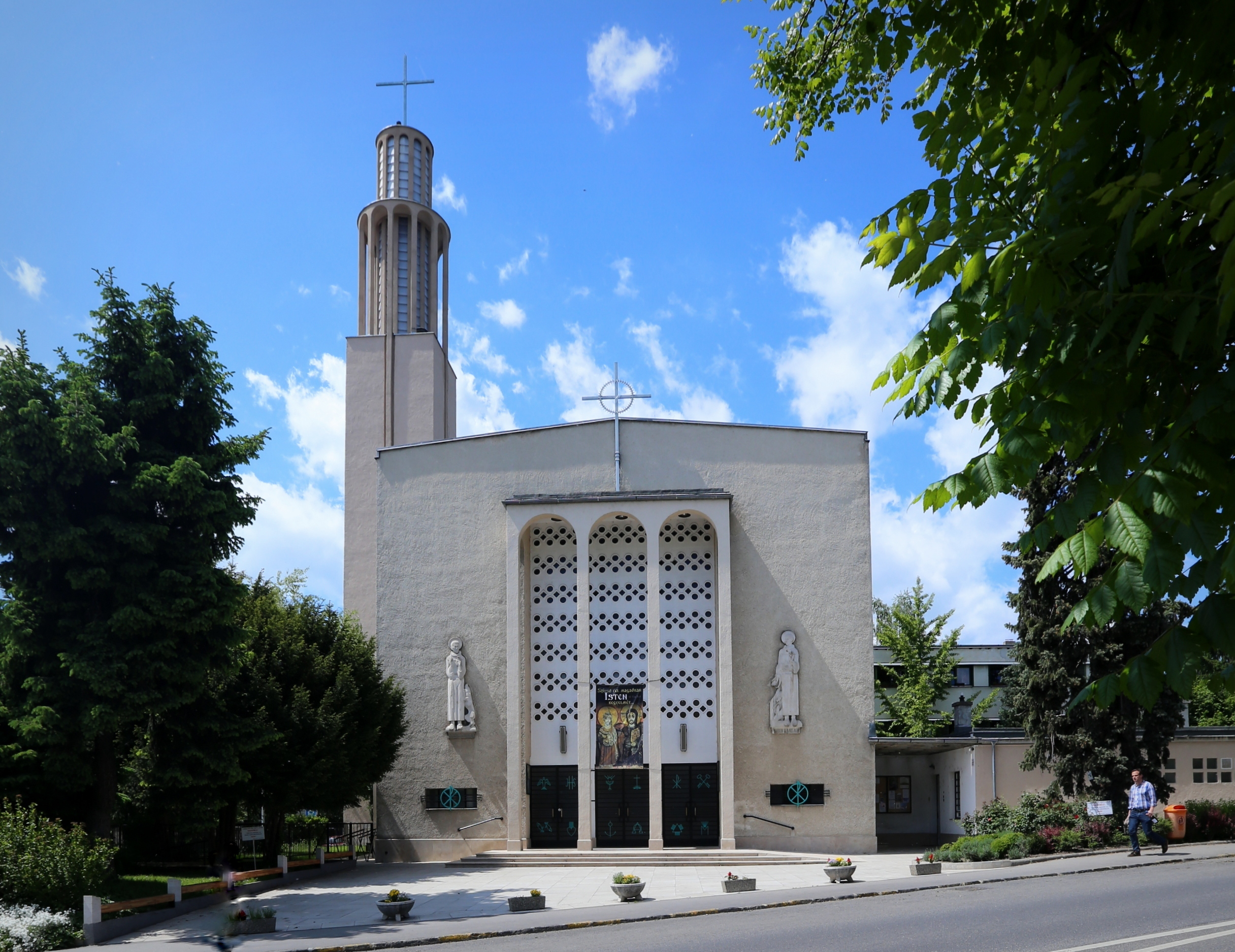
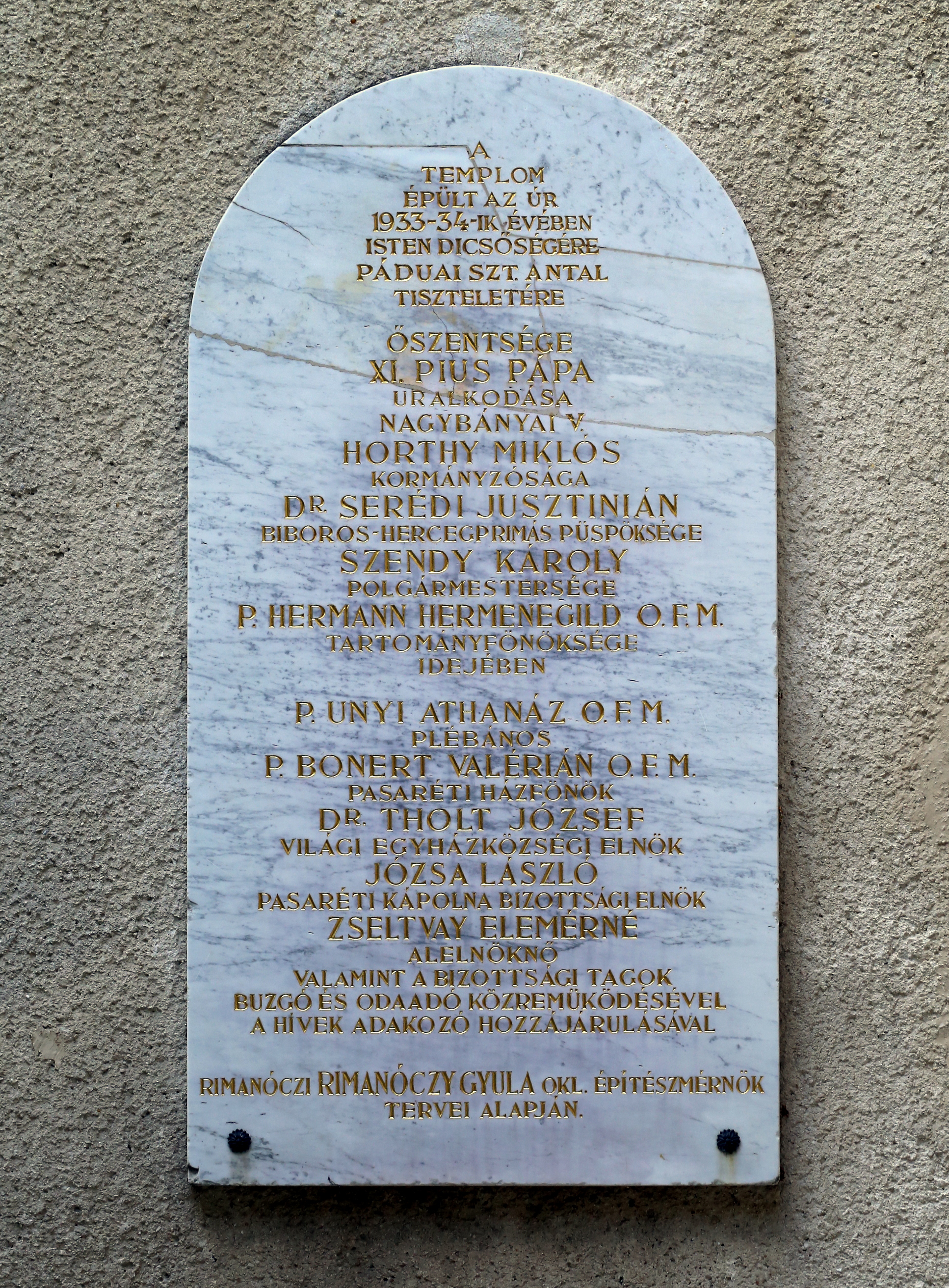
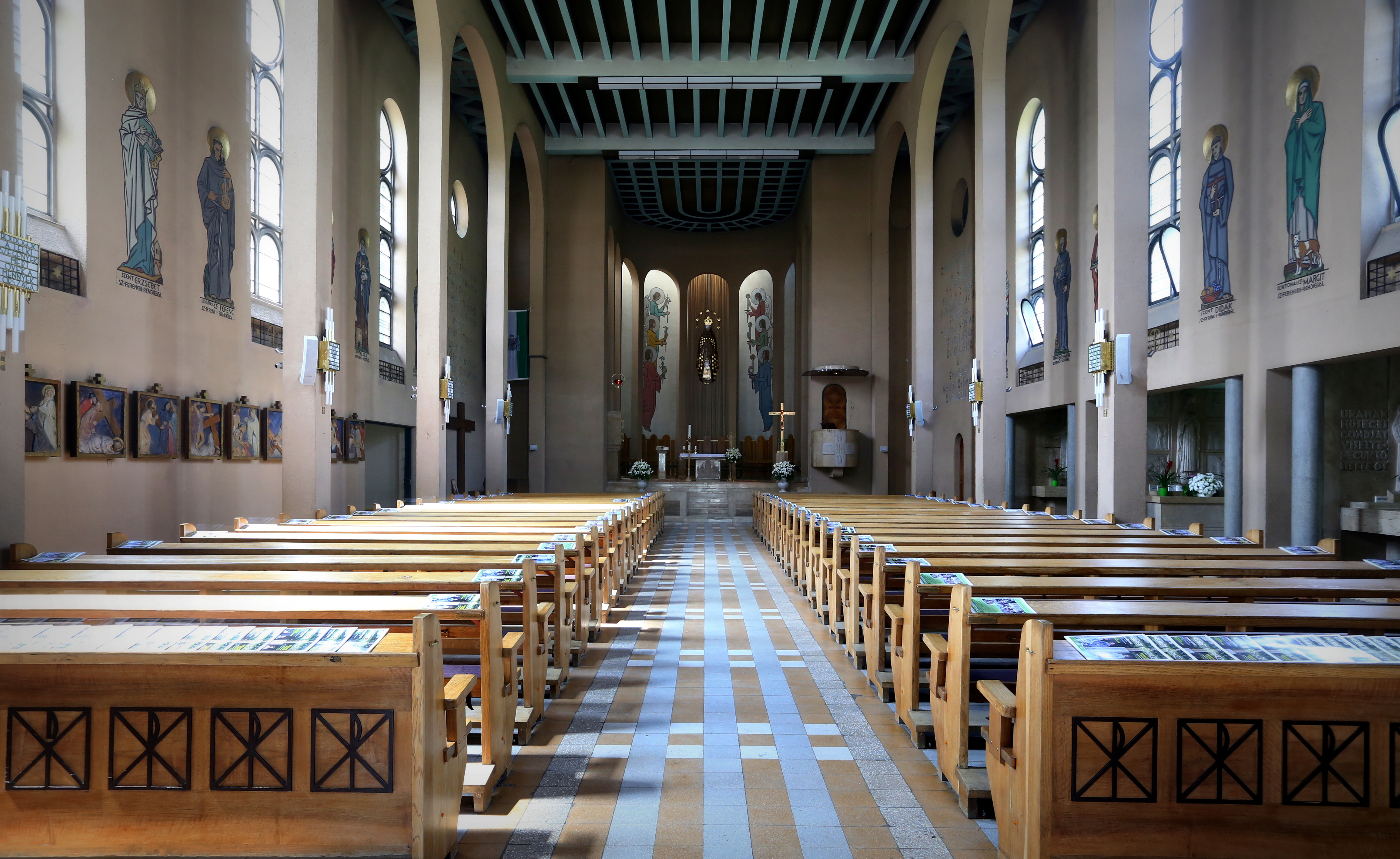
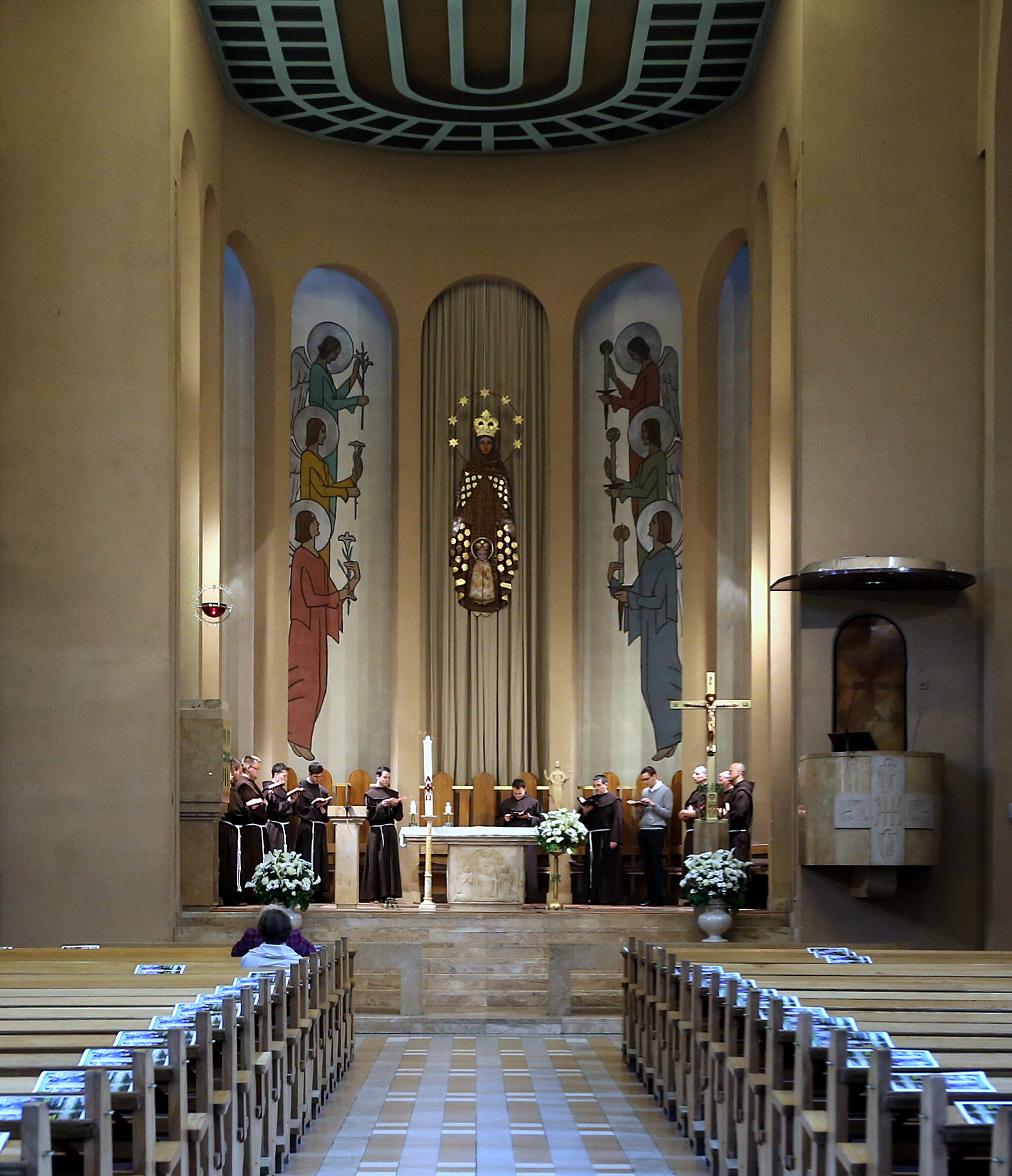
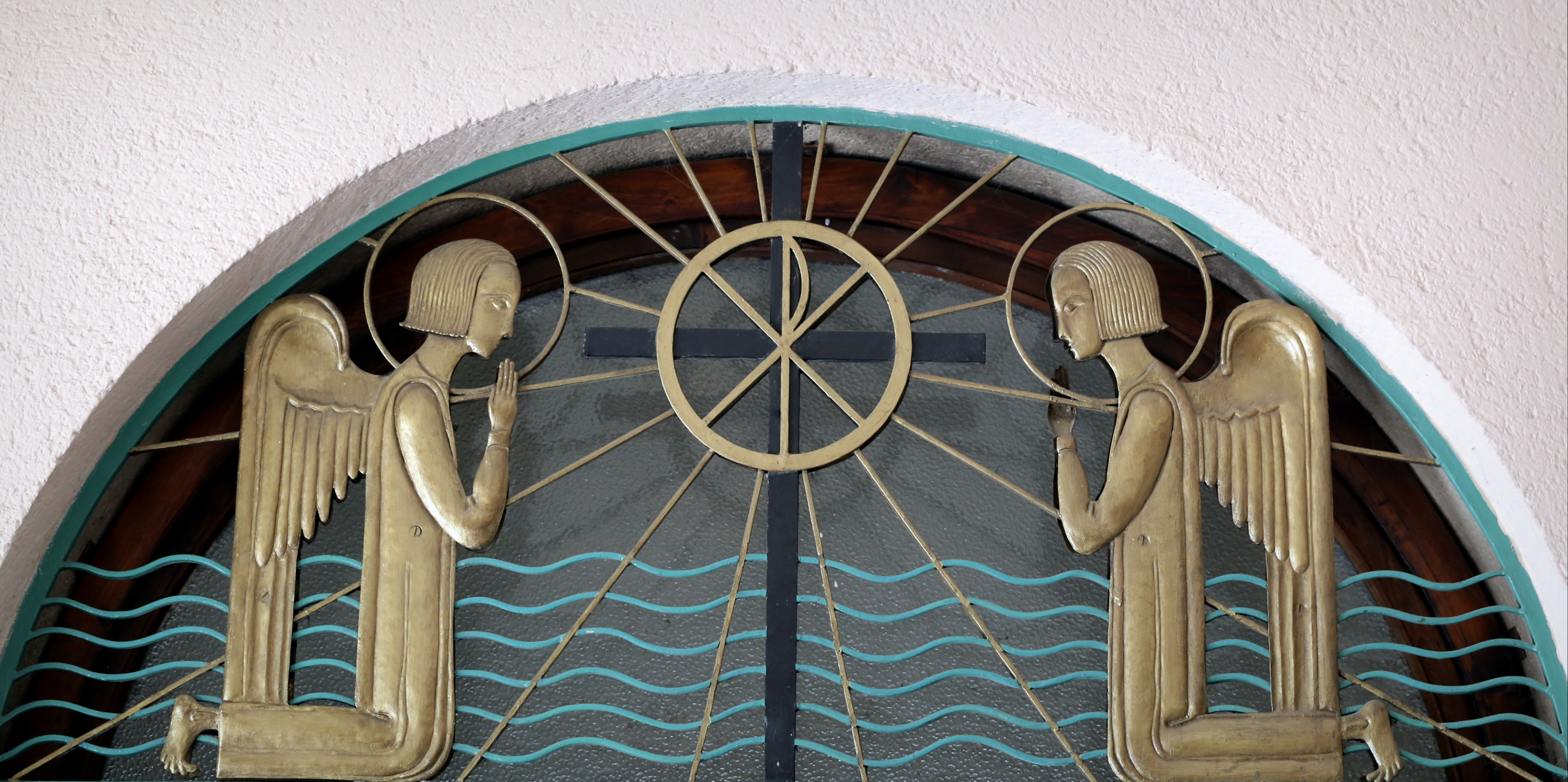
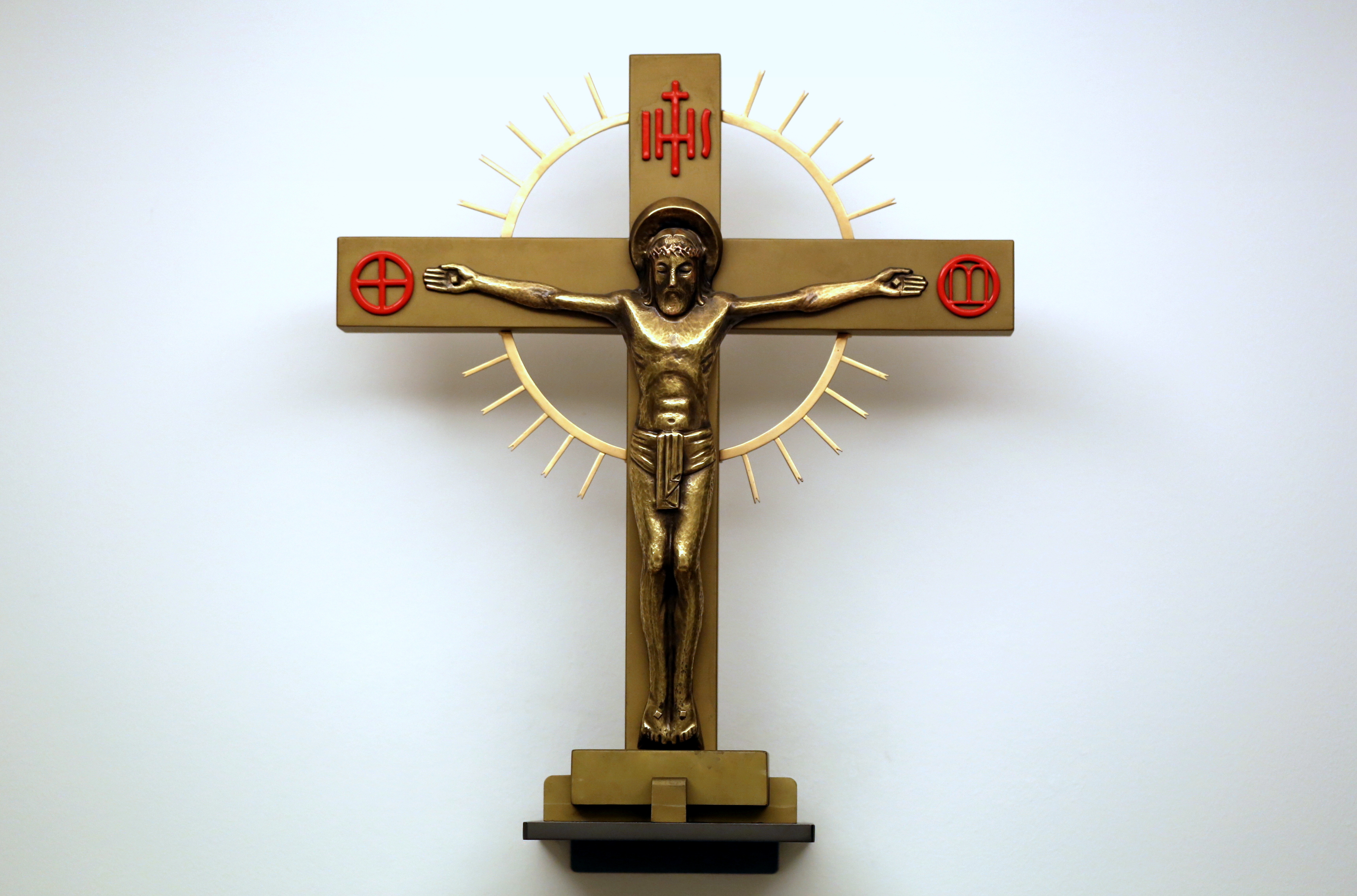
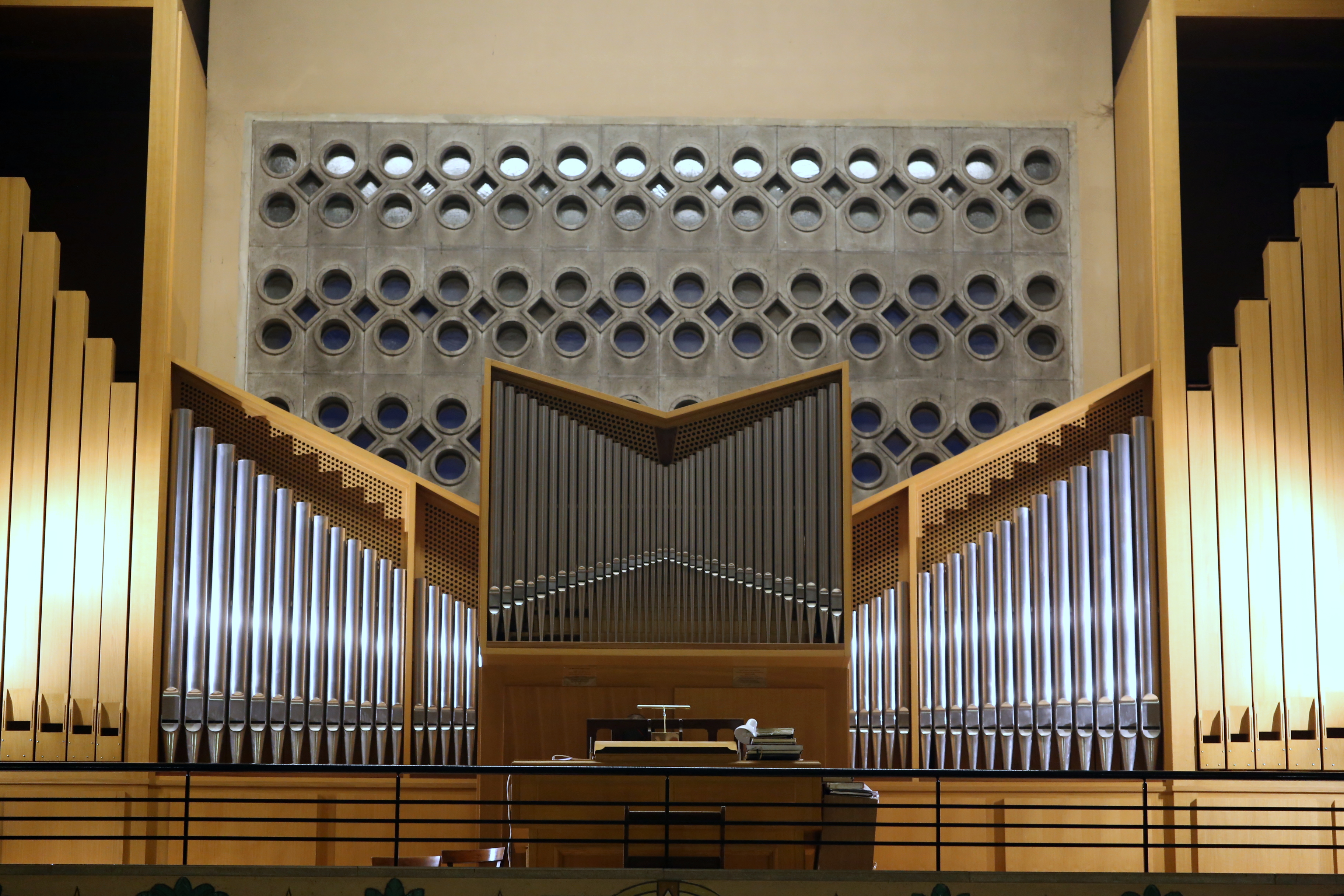

## Jegyzetek

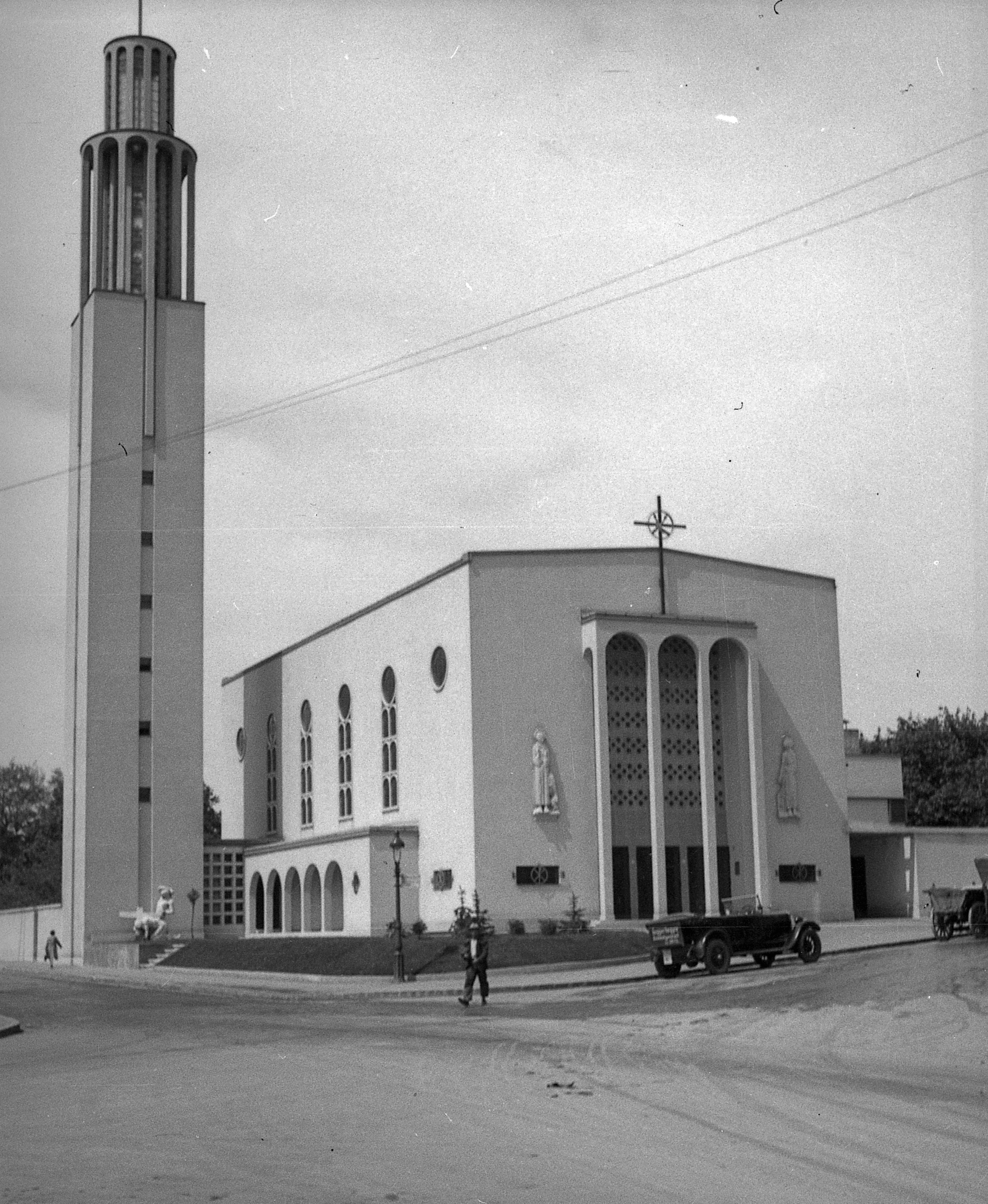
A templom 1935-ben

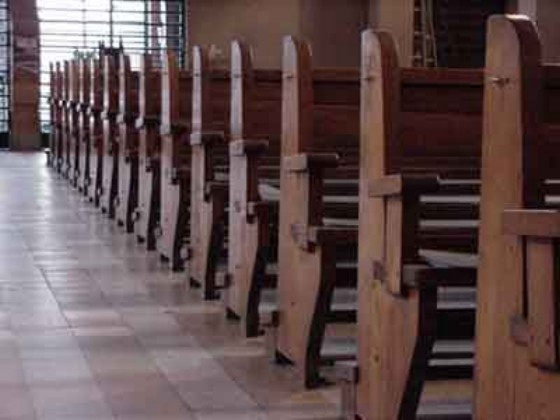
Templompadsor